# Militärgränsen

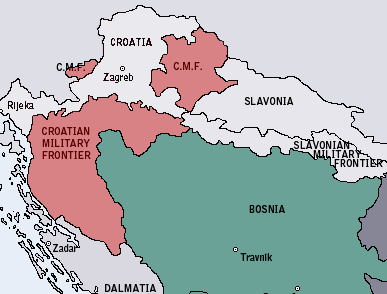
Kroatiska och slavonska militärgränserna 1868.

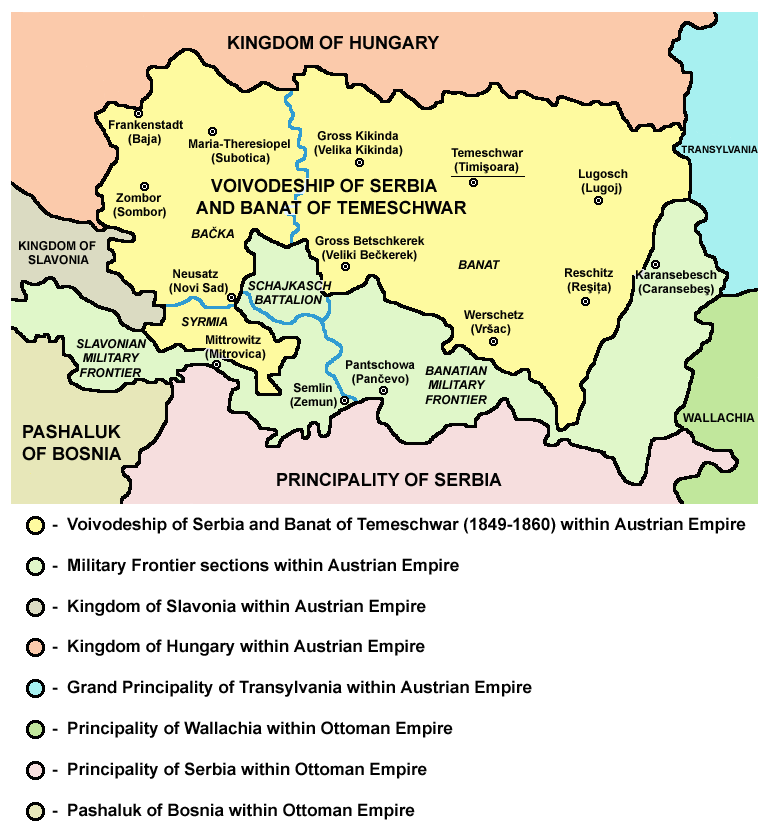
Banatiska militärgränsen (Banat Krajina) 1849.

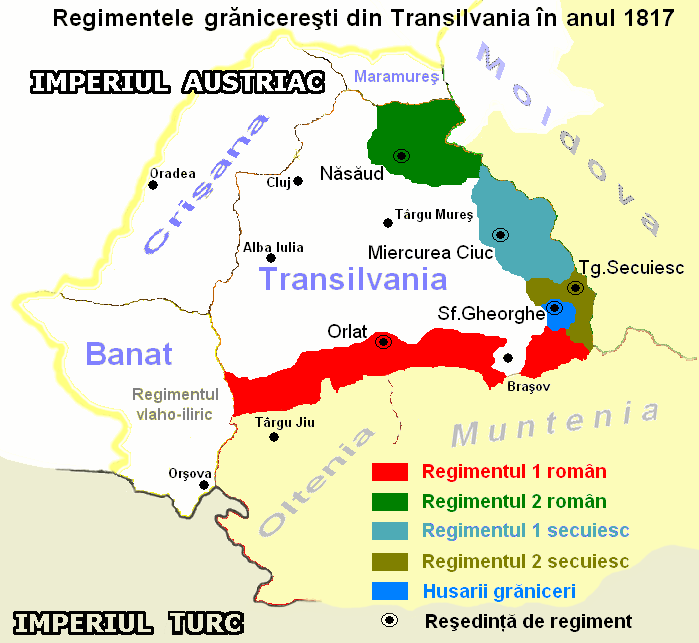
Regementenas stånd inom den transsylvanska militärgränsen 1817.
Erstes Walachisches Regiment
Zweites Walachisches Regiment
Erstes Szekler Regiment
Zweites Szekler Regiment
Szekler Grenz-Husarenregiment

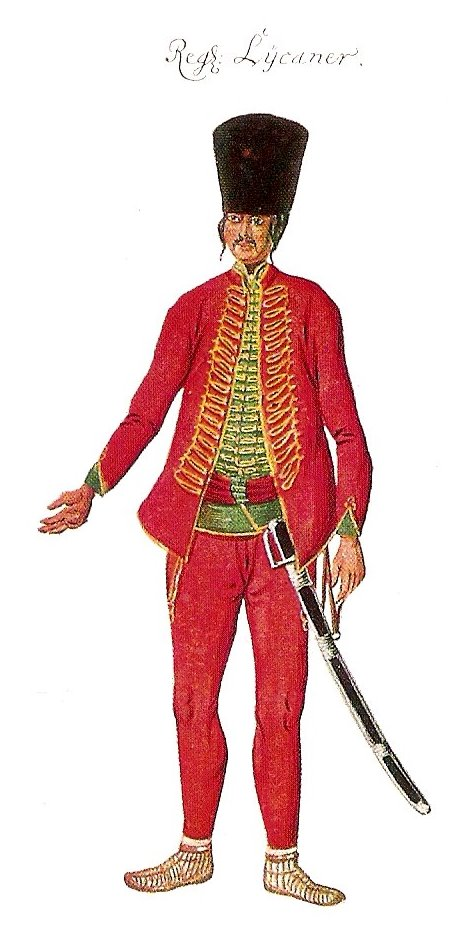
Pandur (gränssoldat) från I. Likaner Regiment 1762.

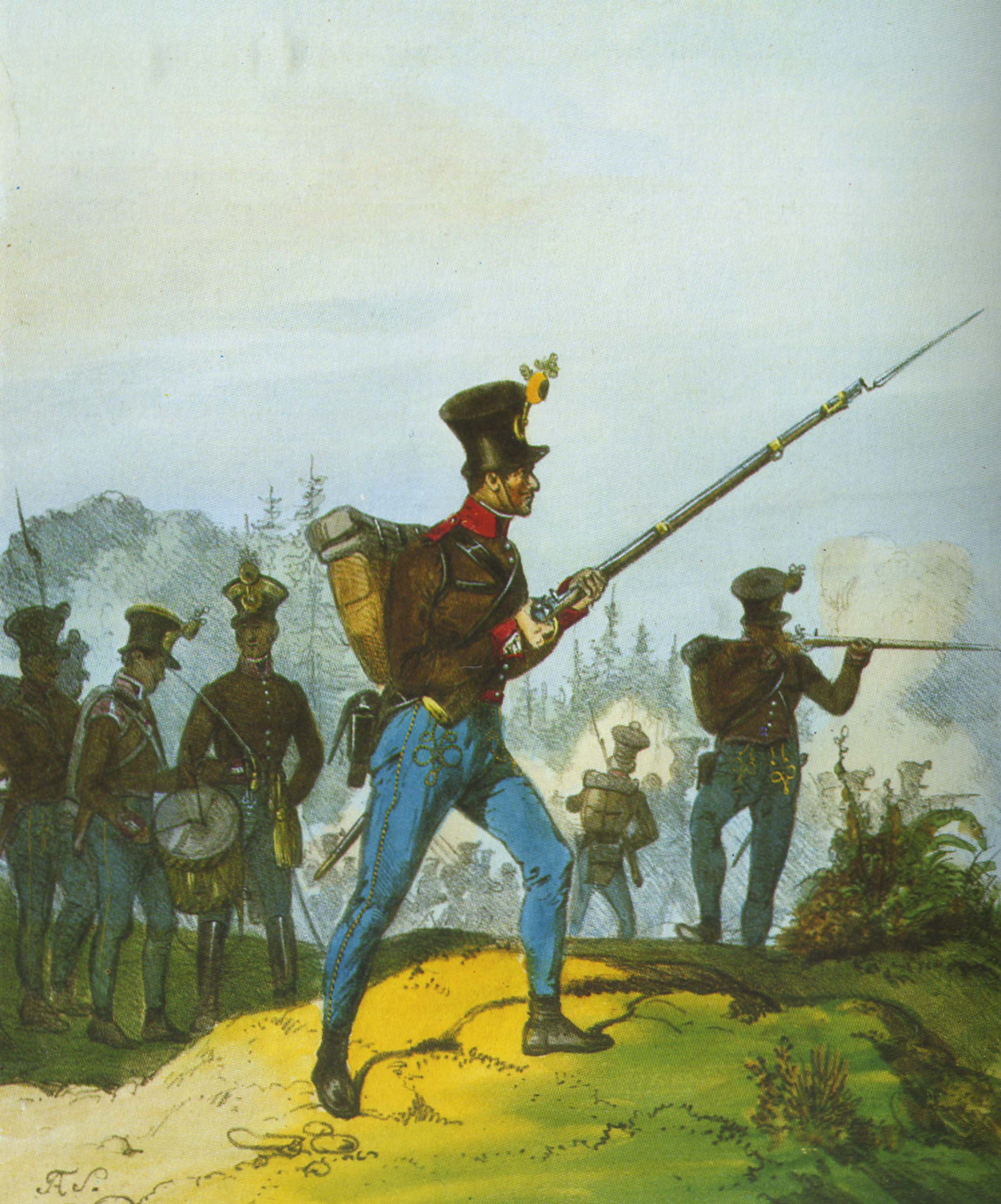
Grenzer (gränssoldat) från Zweites Banaler Regiment, 1835-1843.

Militärgränsen (tyska: Militärgrenze, kroatiska: Vojna Krajina, serbiska: Vojna Krajina/Војна Крајина, ungerska: Határőrvidék) var en politisk enhet och ett geografiskt område i Habsburgska riket (senare kejsardömet Österrike och Österrike-Ungern) och låg i gränslandet mot Osmanska riket. Militärgränsen grundlades under medeltiden och utgjorde en militariserad buffertzon gentemot det Osmanska riket fram till slutet av 1800-talet. Militärgränsen var uppdelad i mindre enheter och när området var som störst sträckte det sig från Adriatiska havet i väster till Karpaterna i öster och omfattade då den kroatiska, slavonska, banatska och transsylvanska militärgränsen. Militärgränsen bildade 1849–1866 ett eget kronland vilket var underställt krigsministeriet. Gränstrupperna ombildades till linjeregementen och jorden blev privategendom 1850. Den transsylvanska militärgränsen upphävdes 1851, den banatska 1873, den kroatiska 1878 och den slavonska 1881. Områdena införlivades efterhand med kungariket Ungern.

## Historia
Militärgränsens ursprung går tillbaka tillbaka på Ferdinand I, som 1538 lät serber som fördrivits från osmanskt territorium slå sig ned inom den habsburgska monarkin mot att de förpliktade sig till krigstjänst mot turkarna. Detta var grunden till först den Varaždinska och sedan även den Karlovaciska gränsen. Bägge dessa militärgränser var underställda det innerösterrikiska hovkrigsrådet i Graz, men 1627–1630 övertogs ansvaret av landständerna i Krain och Kärnten. Nya flyktingar och värvade soldater slog sig ned i gränsområdet, så att efter freden i Karlowitz 1699 fanns det även en Banalgräns underställd Kroatiens ban. Under Leopold I bildades 1702 den slavonska militärgränsen under hovkrigsrådets och hovkammaren i Wien. 1762 bildades den transsylvanska militärgränsen.
Efter freden i Schönbrunn 1809 tillföll den västliga hälften av militärgränsen Frankrike och införlivades med de Illyriska provinserna. Efter freden i Paris 1814 återförenades gränsländerna med den habsburgska monarkin. Militärgränsen tillhörde statsrättsligt kungariket Ungern respektive storfurstendömet Transsylvanien, men var till författning och förvaltning helt skilda från dessa. Under hovkrigsrådet var generalkommandona eller generalaten högre regionala myndigheter, medan regementskommandona fungerade som lägre regionala organ vilka gav order till lokalmyndigheterna och ansvarade inte bara för rent militära uppgifter utan även alla politiska, ekonomiska och judiciella frågor. 1848 ställdes militärgränsen under den ungerska ministären, men ställde sig lojala mot Habsburg under den Ungerska revolutionen och frihetskriget 1848-1849. Som belöning för sin trohet upphöjdes militärgränsområdet 1849 till ett eget kronland och fick 1850 en ny grundlag vilken utökade invånarnas personliga och medborgerliga rättigheter, tillät användandet av folkspråken, avskaffade kroppsstraffen, underlättade förvärv av jordegendom och tillät inflyttning av icke-militärer. När den transsylvanska militärgränsen avskaffades införlivades den med storfurstendömet Transsylvanien. Den kroatisk-slavonska gränsen införlivades med kungariket Kroatien-Slavonien och den banatiska med kungariket Ungern. Med värnpliktslagens införande 1873 försvann de sista av de gamla institutionerna inom militärgränsen..

## Kroatiska och slavonska militärgränsen
Den österrikiska kronan bjöd in serbiska och valakiska flyktingar till området under 1500- och 1600-talet. Flyktingarna som flytt från sina hemländer som var ockuperade av Osmanska riket fick mark och skattelättnader i utbyte mot att de försvarade Habsburgska riket gentemot osmanerna. Området kom att befolkades av serber under de stora serbiska folkvandringarna.

## Transsylvanska militärgränsen
Den transsylvanska militärgränsen etablerades 1762 av den kejserlige kommenderande generalen Adolf Nikolaus von Buccow trots kraftigt motstånd från den lokala adeln och det siebenbürgska kansliet i Wien, men generalen stöddes av hovkrigsrådet och genomdrev att en militärgräns upprättades i Transsylvanien. Både den lokala adeln och det siebenbürgska kansliet var mycket tveksamma till att beväpna medlemmar av den oprivilegierade valakiska (rumänska) befolkningen. Den lokala adeln ansåg det också vara vanhedrande att tjäna med vapen i hand jämsides med valakerna. Militärgränsens inrättande medförde också stora folkomflyttningar, då de österrikiska militära beslutsfattarna föredrog att militärgränsen beboddes av valaker tillhörande den med Rom unierade valakiska kyrkan, då den rumänsk-ortodoxa valakiska majoriteten ansågs mindre pålitlig.

## Demografiska förhållanden

### Befolkningsstorlek
år 1815 fanns det följande antal män inom militärgränsen.
- Karlstädter Grenze 96 546
- Banal Grenze 47 984
- Waradiner Grenze 54 973
- Slawonische Grenze 117 895
- Banater Grenze 89 023
- Siebenbürgische Grenze 66 679

### Etnisk och religiös sammansättning
1535 tillät Ferdinand I tretusen serbiska flyktingar (uskoker) att slå sig ned i gränsområdet. De förlänades arvjord i utbyte mot ständig militärtjänst. Senare var det huvudsakligen grekisk-ortodoxa flyktingar från det osmanska riket som bosatte sig i militärgränsen.
Enligt data från 1790 var befolkningen inom militärgränsen sammansatt av följande nationaliteter och religioner.
- serber = 388 000 (42,4 %)
- kroater = 325 000 (35,5 %)
- rumäner = 89 000 (9,7 %)
- ungrare = 69 000 (7,5 %)
- tyskar = 44 000 (4,8 %)

- ortodoxa = 473 000 (51,7 %)
- katoliker = 414 000 (45,2 %)
- kalvinister = 28 000 (3,1 %)

## Gränstrupper
Den 1 750 km långa militärgränsen bestod av en kroatisk militärgräns (sedan 1578), en slavonisk (sedan 1702), en banatisk eller ungersk (sedan 1742) och en transsylvansk (sedan 1764). Samtliga manliga invånare var från det tjugonde levnadsåret pliktiga att tjänstgöra i gränsregementena. I gengäld var deras gårdar och jordbruksmarker skattefria militära förläningar.
Militärgränsen var indelad i fyra avsnitt, den kroatiska militärgränsen dessutom sedan i tre generalat, med flera gränsregementen i varje. Kavalleriet stod utanför avsnittsindelningen.

### Kroatiska militärgränsen 1578-1878
- Generalatet Karlstädter Grenze (Karlovac)
  - I. Likaner Regiment (Lika) (= Grenzinfanterie-Regiment Nr. 1) (No. 60), bildat 1746.
  - II. Ottochaner Regiment (Otočac)(= Grenzinfanterie-Regiment Nr. 2) (No. 61), bildat 1746.
  - III. Oguliner Regiment (Ogulin) (= Grenzinfanterie-Regiment Nr. 3) (No. 62), bildat 1746.
  - IV. Szluiner Regiment (Slunj) (= Grenzinfanterie-Regiment Nr. 4) (No. 63), bildat 1746.
- Generalatet Warasdiner Grenze (Varaždin)
  - V. Kreutzer Regiment (Križevci) (= Grenzinfanterie-Regiment Nr. 5) (No. 64), bildat 1749.
  - VI. St. Georger Regiment (Đurđevac) (= Grenzinfanterie-Regiment Nr. 6) (No. 65), bildat 1749.
- Generalatet Banaler Grenze (Banovina)
  - X. Erstes Banaler Regiment (= Grenzinfanterie-Regiment Nr. 10) (No. 69), bildat 1750.
  - XI. Zweites Banaler Regiment (= Grenzinfanterie-Regiment Nr. 11) (No. 70), bildat 1750.

### Slavonska militärgränsen 1702-1881
- VII. Broder Regiment (Slavonski Brod) (= Grenzinfanterie-Regiment Nr. 7) (No. 66), bildat 1747.
- VIII. Gradiskaner Regiment (Nova Gradiška) (= Grenzinfanterie-Regiment Nr. 8) (No. 67), bildat 1747.
- IX. Peterwardeiner Regiment (Petrovaradin) (= Grenzinfanterie-Regiment Nr. 9) (No. 68), bildat 1747.

### Banatiska militärgränsen 1742-1873
- XII. Deutsch-Banater Regiment (= Grenzinfanterie-Regiment Nr. 12) (No. 71), bildat 1747.
- XIII. Walachisch-Illyrisches Regiment  (= Grenzinfanterie-Regiment Nr. 13) (No. 72), bildat 1747.

### Transsylvanska militärgränsen 1762-1851
- XIV. Erstes Szekler Regiment (= Grenzinfanterie-Regiment Nr. 14) (No. 73), bildat 1764.
- XV. Zweites Szekler Regiment (= Grenzinfanterie-Regiment Nr. 15) (No. 74), bildat 1764.
- XVI. Erstes Walachisches Regiment (= Grenzinfanterie-Regiment Nr. 16) (No. 75), bildat 1766.
- XVII. Zweites Walachisches Regiment (= Grenzinfanterie-Regiment Nr. 17) (No. 76), bildat 1766.

### Gränskavalleriet
- Banaler Grenz-Husarenregiment
- Banater Grenz-Husarendivision
- Carlstädter Grenz-Husarenregiment
- Kroatisch-Slawonische Grenz-Husarenregiment
- Slawonische Grenz-Husarenregiment
- Syrmische Grenz-Husarenregiment
- Szekler Grenz-Husarenregiment.
- Warasdiner Grenz-Husarenregiment

## Bildgalleri

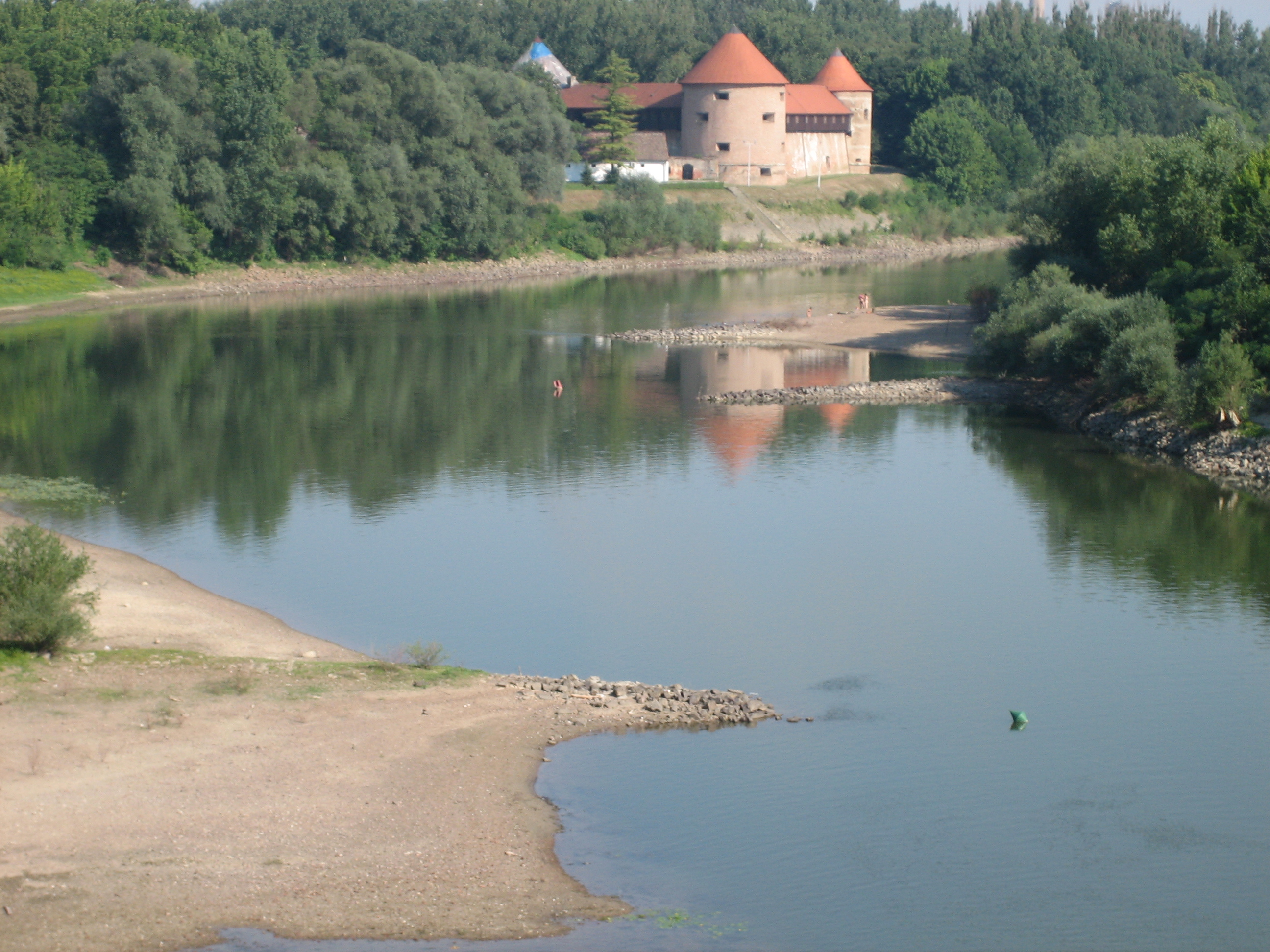
Militärgränsfästningen Sisak.
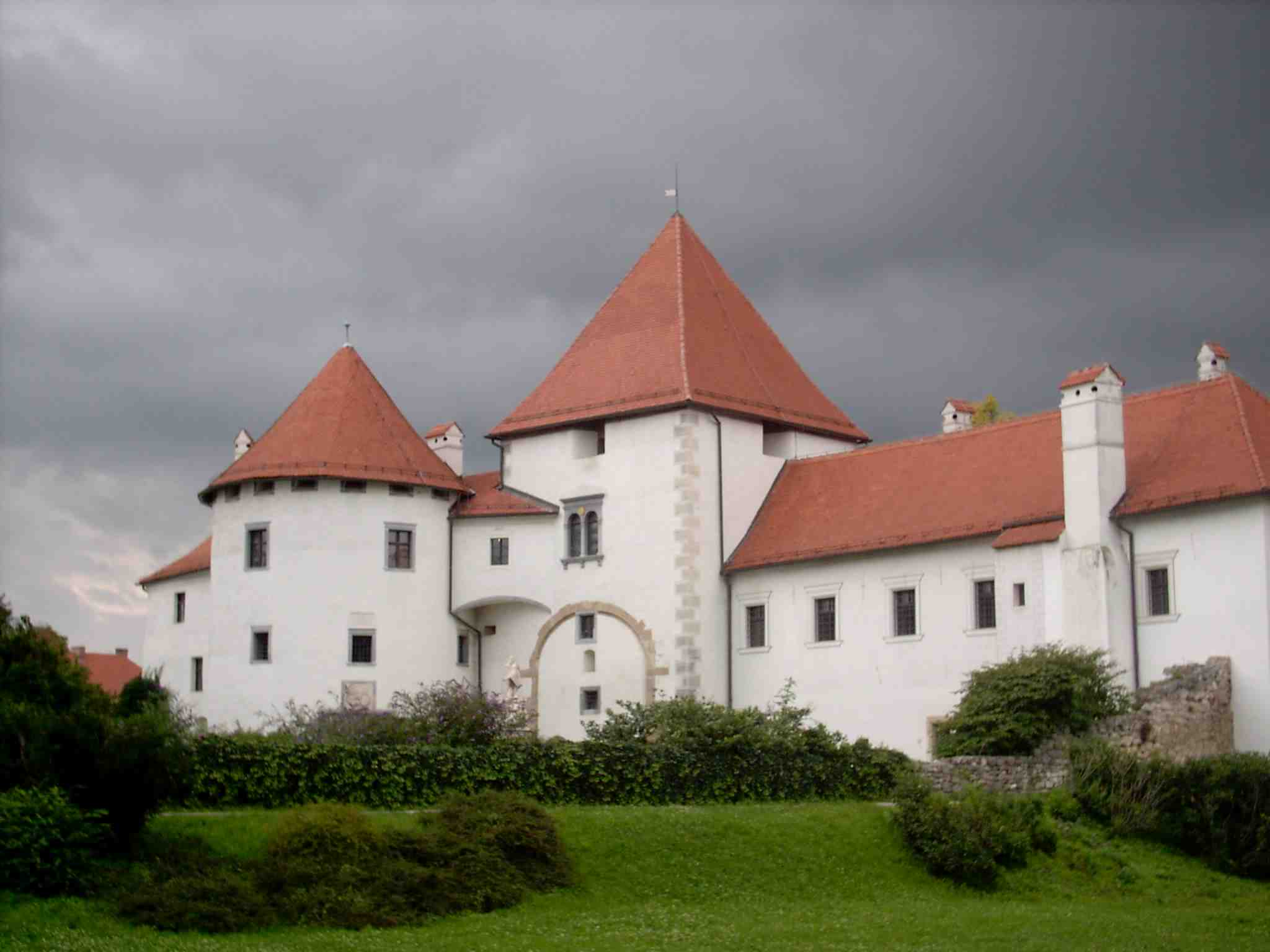
Borgen Varaždin, en av militärgränsens huvudfästningar.
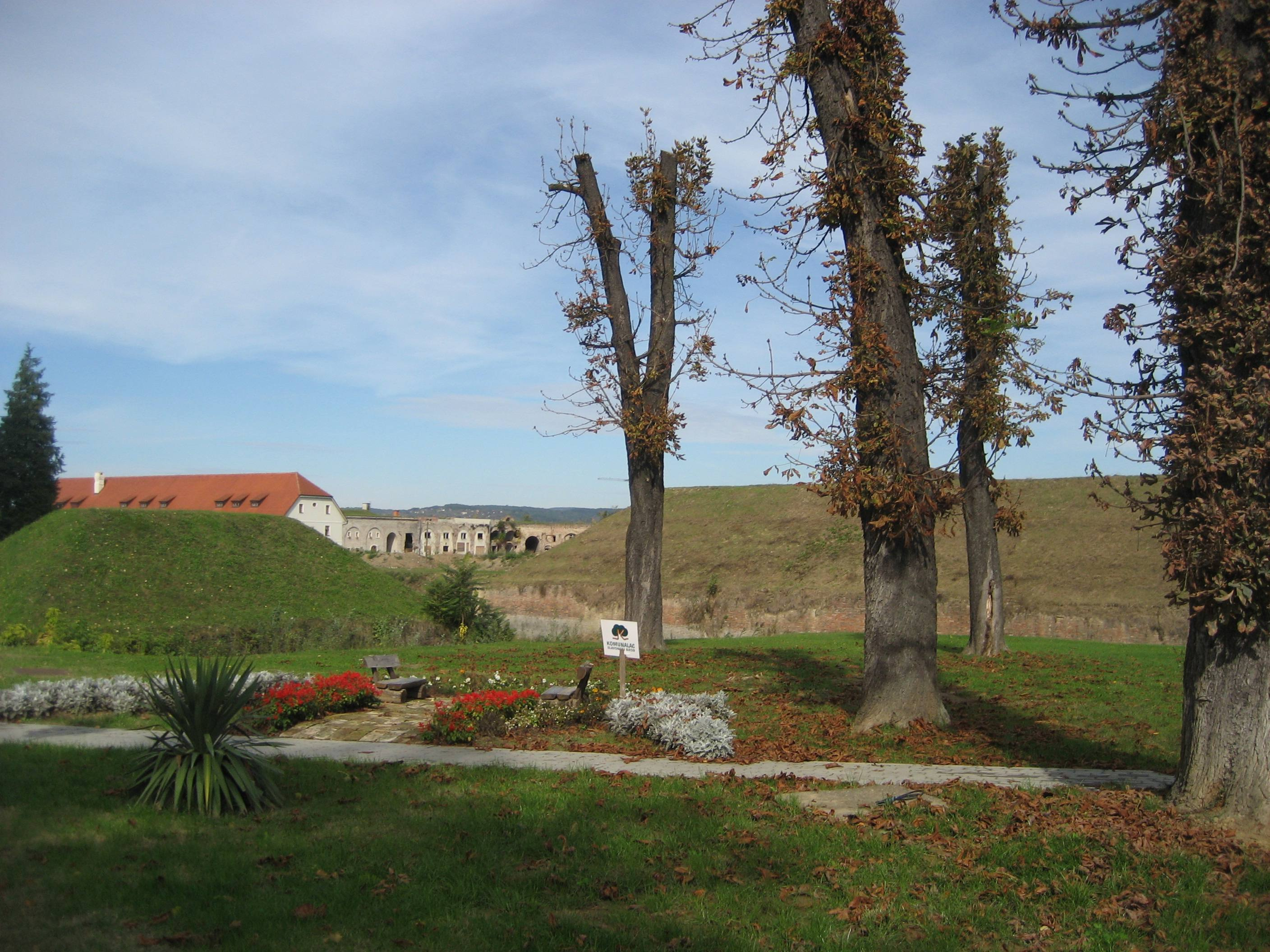
Fästningen Slavonski Brod.
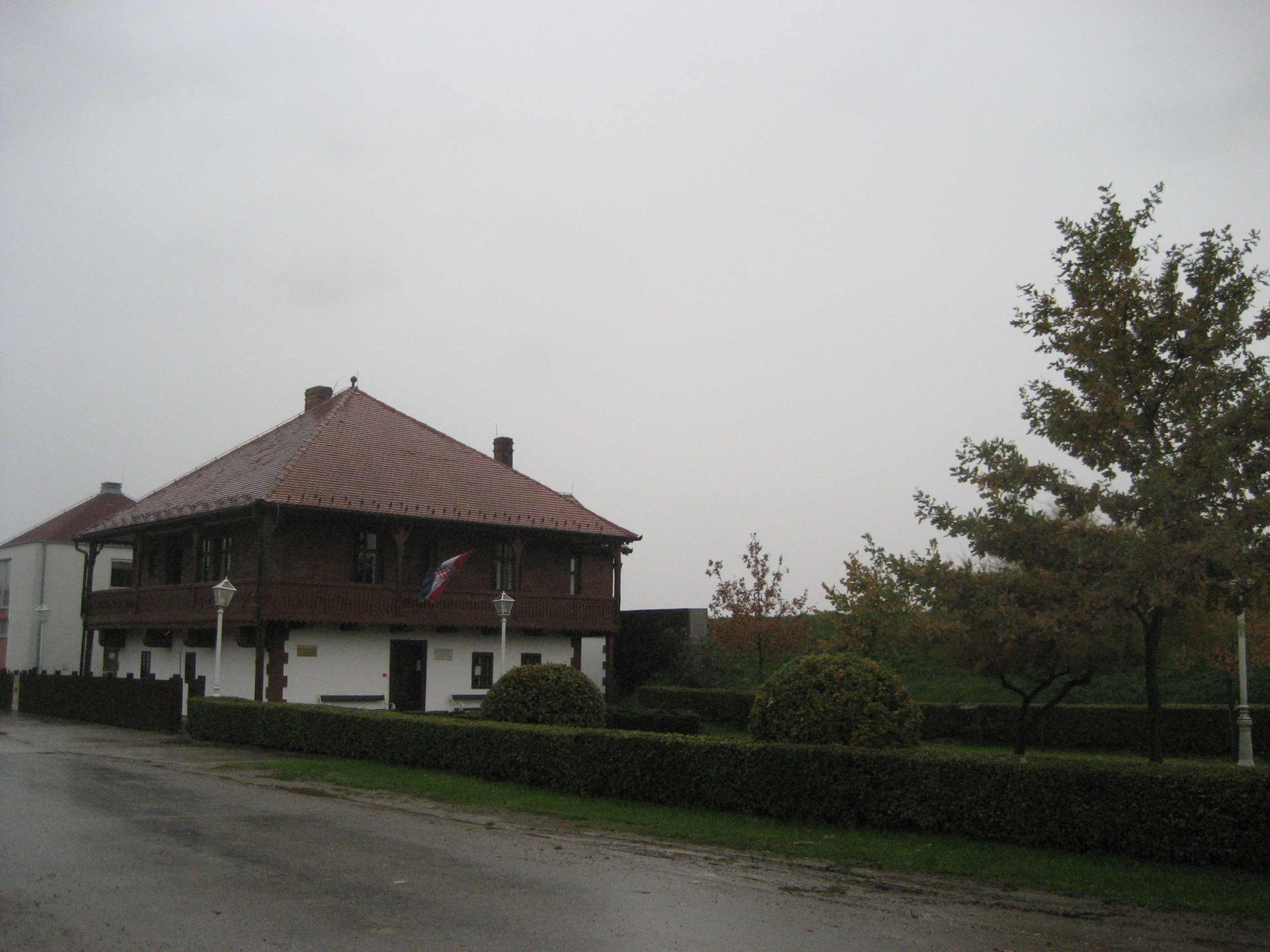
Gränspostering (čardak) vid Sava. Numera i friluftsmuseet i Županja.
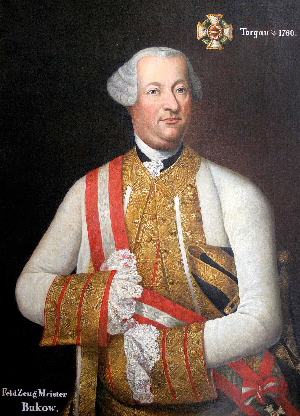
General Adolf Nikolaus von Buccow, den transsylvanska militärgränsens skapare.
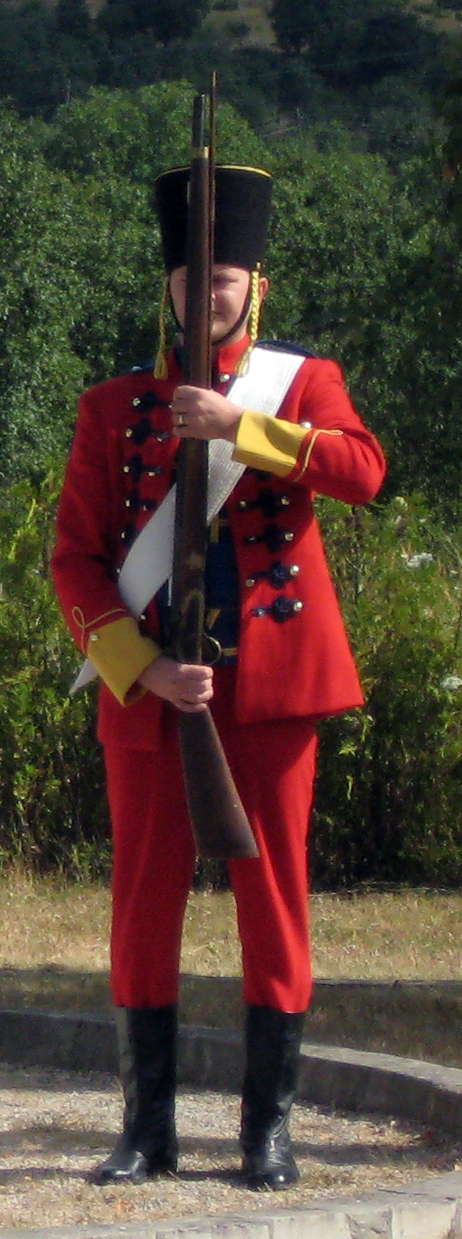
Gränssoldat; modernt historiskt återskapande.